# Zubieta

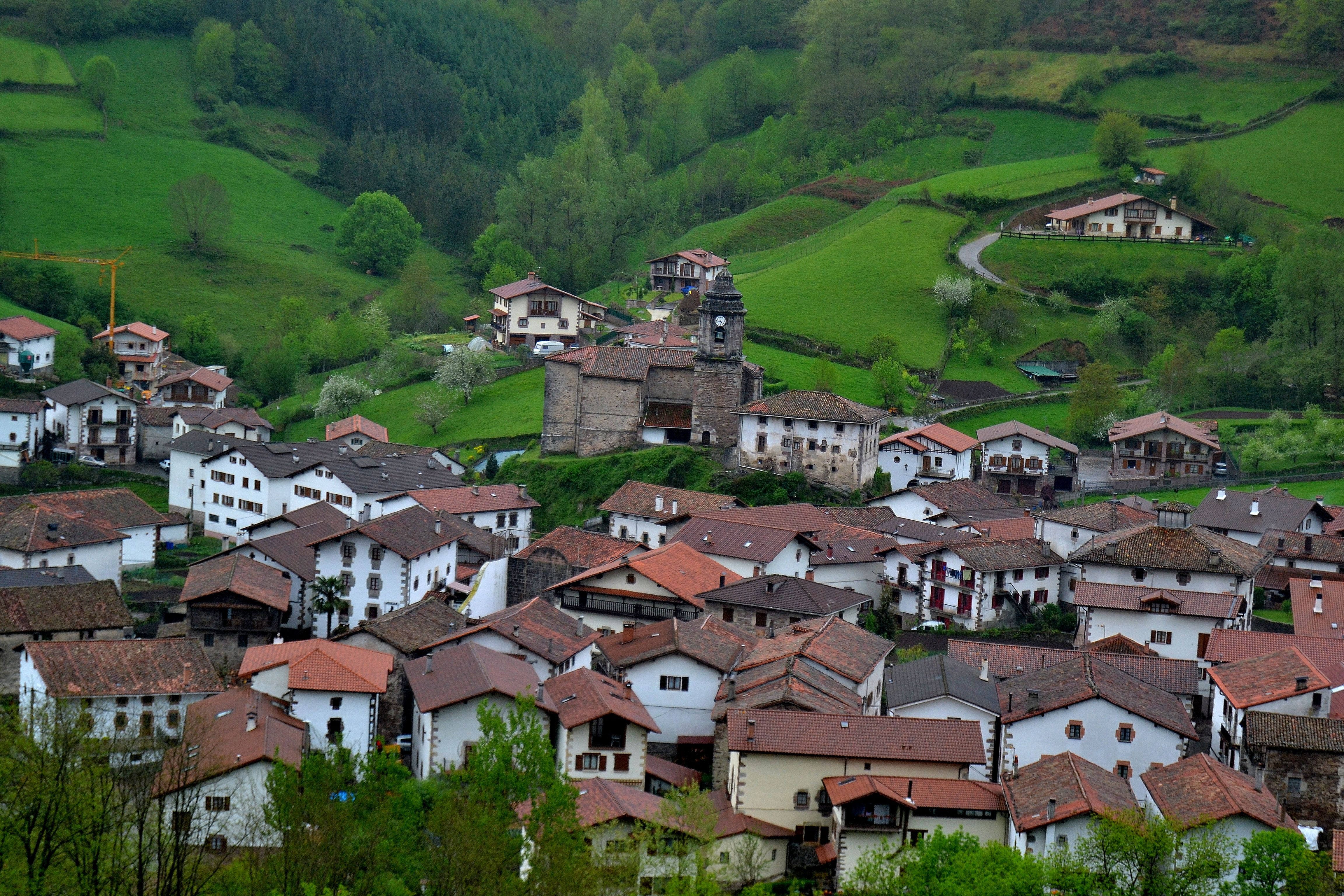
Vista de la localidad con su iglesia de la Asunción

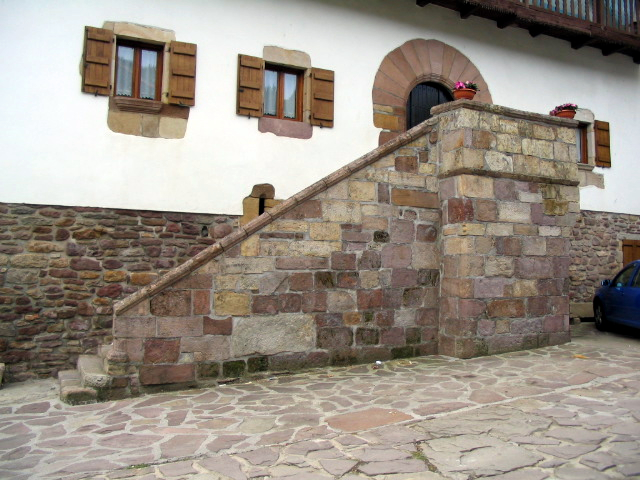
Casa de la plaza de Zubieta

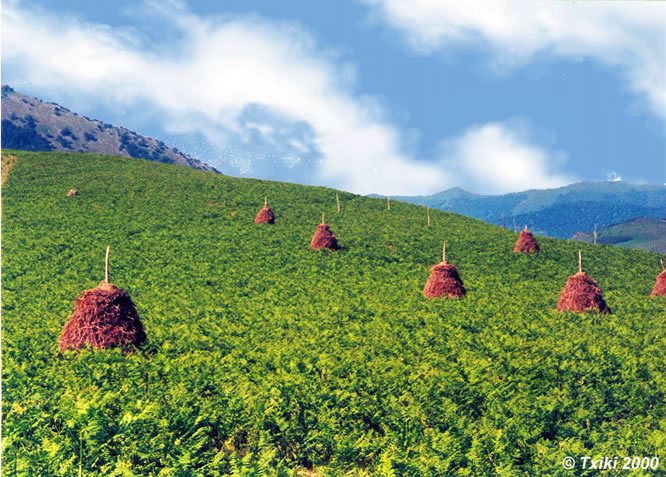
Campo de Zubieta

Zubieta es una villa y un municipio de la Comunidad Foral de Navarra, España. Situado en la merindad de Pamplona, en la comarca del Alto Bidasoa, en el valle de Santesteban y a 60 km de la capital de la comunidad, Pamplona. Su población en 2024 fue de 290 habitantes (INE).
El municipio incluye además de la villa de Zubieta, 5 barrios: Ameztia, Aurkidi, Azkota, Mendrasa, y Sarekoa.

## Toponimia
Zubieta posee un puente medieval de dos arcos sobre el río Ezkurra, que es el que da nombre al pueblo, ya que Zubieta quiere decir en lengua vasca lugar del puente, de zubi (puente) y el sufijo -eta que indica lugar.
Su gentilicio es "zubietarra", aplicable tanto al masculino como al femenino.

## Símbolos
El escudo de armas de la villa de Zubieta tiene el siguiente blasón:

Trae de azur y dos bandas de oro. Por timbre un yelmo empenachado.

Así figura pintado en las vidrieras del Palacio de Navarra y en su bandera.

## Geografía
La localidad de Zubieta está situada en la parte Noroccidental de la Comunidad Foral de Navarra dentro de la región geográfica de la Montaña de Navarra (Navarra Húmeda del Noroeste), la comarca geográfica de los Valles Cantábricos, el valle de Santesteban; y a una altitud 207 m s. n. m. Su término municipal tiene una superficie de 18,6 km² y limita al norte con los municipios de Goizueta y Aranaz, al este con el de Iture y al suroeste con el de Beinza-Labayen.

## Demografía
Zubieta cuenta con una población de 290 habitantes (INE 2024).
| Gráfica de evolución demográfica de Zubieta entre 1842 y 2021                                                       |
| |
| Población de derecho según los censos de población del INE Población de hecho según los censos de población del INE |

La evolución de la población desde 1900 experimentó inicialmente un ligero aumento que culminó en el censo de 1930 con una población de 633 habitantes y a partir del mismo ha ido progresivamente descendiendo.

## Administración y política

### Gobierno municipal
| Partido político        | 2015  | 2015       | 2011  | 2011       | 2007 | 2007       | 2003  | 2003       | 1999  | 1999       | 1995  | 1995       | 1991  | 1991       |
| Partido político        | %     | Concejales | %     | Concejales | %    | Concejales | %     | Concejales | %     | Concejales | %     | Concejales | %     | Concejales |
| Herriko Taldea (HT)     | 74,36 | 6          | 66,15 | 5          | —    | —          | —     | —          | —     | —          | 86,54 | 7          | 45,19 | 3          |
| Zubietarrak             | 22,05 | 1          | —     | —          | —    | —          | —     | —          | —     | —          | —     | —          | —     | —          |
| Eutsi                   | —     | —          | 31,25 | 2          | —    | —          | —     | —          | —     | —          | —     | —          | —     | —          |
| Elutsa                  | —     | —          | —     | —          | —    | —          | 96,15 | 7          | —     | —          | —     | —          | —     | —          |
| Euskal Herritarrok (EH) | —     | —          | —     | —          | —    | —          | —     | —          | 91,84 | 7          | —     | —          | —     | —          |
| Iramendi (I)            | —     | —          | —     | —          | —    | —          | —     | —          | —     | —          | —     | —          | 52,88 | 4          |

Zubieta conforma un municipio, el cual está gobernado por un ayuntamiento de gestión democrática desde 1979, formado por 7 miembros elegidos en las elecciones municipales según está dispuesto en la Ley Orgánica del Régimen Electoral General. La sede del consistorio está situada en la calle Mayor, s/n de la localidad de Zubieta.
| Mandato    | Nombre del alcalde           | Partido político    |
| ---------- | ---------------------------- | ------------------- |
| 1979-1983  |                              |                     |
| 1983-1987  |                              |                     |
| 1987-1991  |                              |                     |
| 1991-1995  |                              |                     |
| 1995-1999  |                              |                     |
| 1999-2003  |                              |                     |
| 2003-2007  | Jon Mikel Aragón Ibarra      | Elutsa              |
| 2007-2008  | Leire Ortuoste García        | Herriko Alkartasuna |
| 2008-2011  | Francisco Michelena Celayeta | Comisión gestora    |
| 2011- 2015 | Francisco Michelena Celayeta | Herriko Taldea      |
| 2015 -     | Ernesto Domínguez Olea       | Herriko Taldea      |

### Organización territorial
El municipio se divide en las siguientes entidades de población, según el nomenclátor de población publicado por el INE (Instituto Nacional de Estadística). Los datos de población se refieren a 2014
| Entidad de Población | Población (2014) |
| -------------------- | ---------------- |
| Ameztia              | 5                |
| Aurkidi              | 3                |
| Azkota               | 6                |
| Mendrasa             | 18               |
| Sarekoa              | 5                |
| Zubieta              | 282              |